# Le Mesnil-Fuguet
Le Mesnil-Fuguet is een gemeente in het Franse departement Eure (regio Normandië) en telt 198 inwoners (2005). De plaats maakt deel uit van het arrondissement Évreux.

## Geografie
De oppervlakte van Le Mesnil-Fuguet bedraagt 3,6 km², de bevolkingsdichtheid is 55,0 inwoners per km².
De onderstaande kaart toont de ligging van Le Mesnil-Fuguet met de belangrijkste infrastructuur en aangrenzende gemeenten.

## Demografie
Onderstaande figuur toont het verloop van het inwonertal (bron: INSEE-tellingen).